# Cottingley Fairies

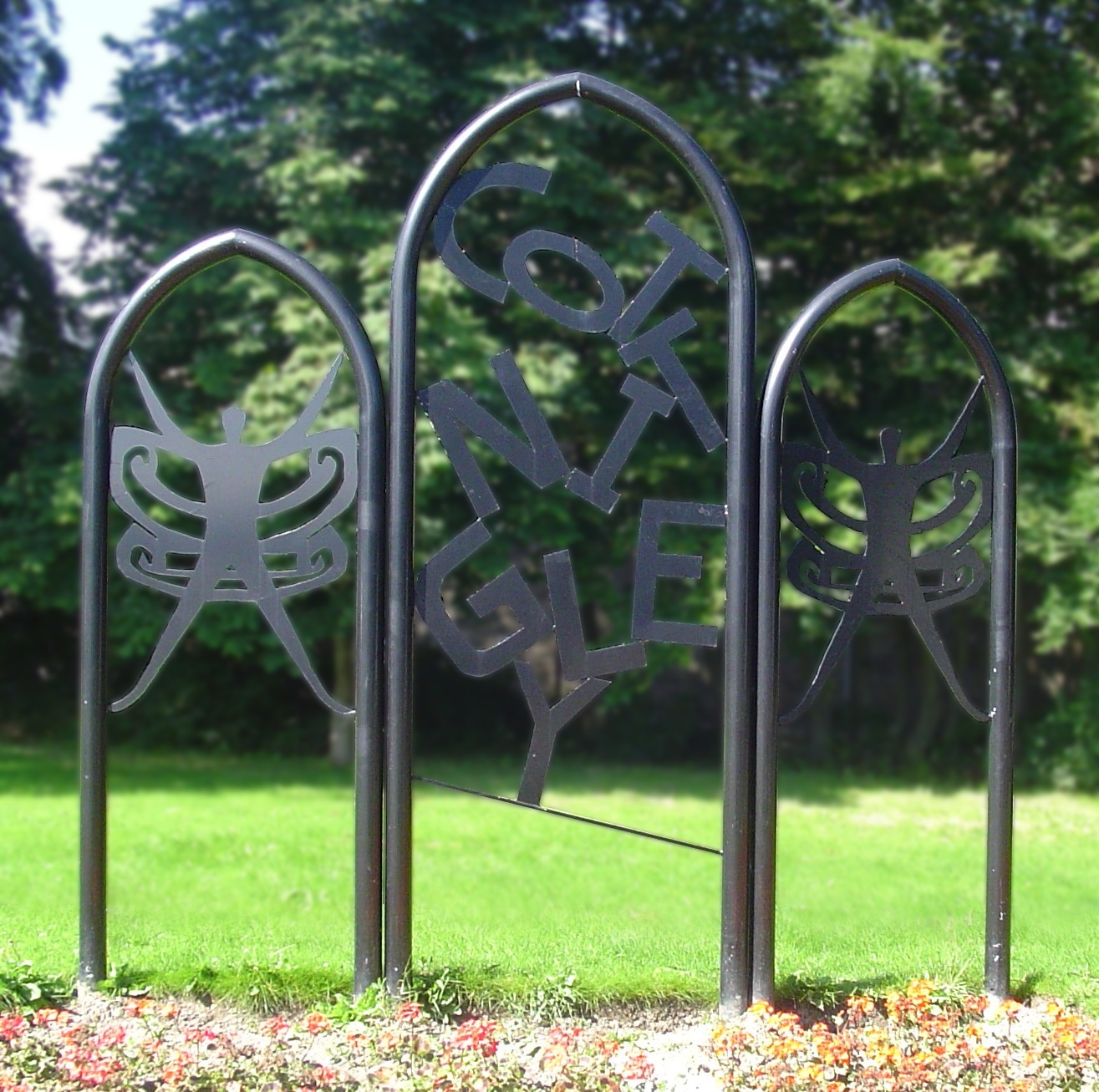
In Cottingley wird bis heute an die Feen-Aufnahmen erinnert.

Der Begriff Cottingley Fairies (deutsch: Cottingley-Feen) bezieht sich auf fünf Fotos, die 1917 von den zwei jungen Cousinen Frances Griffiths und Elsie Wright im englischen Cottingley, ein Dorf im Raum Bradford, aufgenommen wurden. Die Fotos stellten sich später als Fälschungen heraus und gelten als einer der größten Hoaxes des 20. Jahrhunderts.

## Entstehung

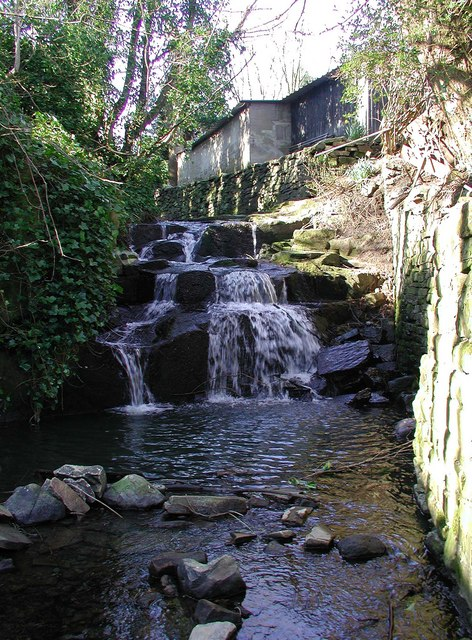
Der Cottingley-Bach im Jahr 2007. An diesem kleinen Wasserfall soll eine der Feen-Aufnahmen entstanden sein.

Im Juli 1917 befand sich die damals 9-jährige Frances Griffiths, die einen Großteil ihres jungen Lebens in Südafrika verbracht hatte, zu Besuch bei ihrer 16-jährigen Cousine Elsie Wright in Cottingley. Die beiden Mädchen verbrachten lange Stunden damit, am Cottingley-Brook, einem kleinen Bach, zu spielen. Auf die Frage nach dem Grund ihrer Faszination für die Örtlichkeit gaben die beiden an, dort wiederholt Feen getroffen zu haben. Zum Erstaunen der Familie legten sie kurz darauf eine Aufnahme vor, die sie mit einer von Elsies skeptischem Vater Arthur Wright geliehenen Kamera gemacht hatten; darauf war deutlich Frances zu sehen, wie sie von fünf Feen in Gestalt kleiner Menschen mit schmetterlingsähnlichen Flügeln und luftigen Kleidern umringt wurde. Zwei Monate später zeigten die Kinder eine zweite Aufnahme vor, die Elsie mit einem ebenfalls geflügelten Zwerg mit spitzem Hut zeigten.
Abzüge der Aufnahmen kursierten zwar im Freundeskreis, doch für drei Jahre ruhte die Sache.

## Verbreitung
1920 fanden Abzüge der Fotos ihren Weg zu Edward Gardner, einem führenden Theosophen der Zeit, der sich fasziniert an den Fotografie-Experten Harold Snelling wandte. Dieser fertigte professionelle Abzüge an (was spätere Untersuchungen komplizieren sollte) und erklärte die Aufnahmen für echt:

„Diese Platte ist nur einmal belichtet worden … Diese tanzenden Gestalten bestehen weder aus Papier noch aus irgendeinem Gewebe; sie sind nicht auf einen photographierten Hintergrund gemalt – aber was mich am meisten überzeugt, ist, daß all diese Gestalten sich während der Belichtung bewegt haben.“

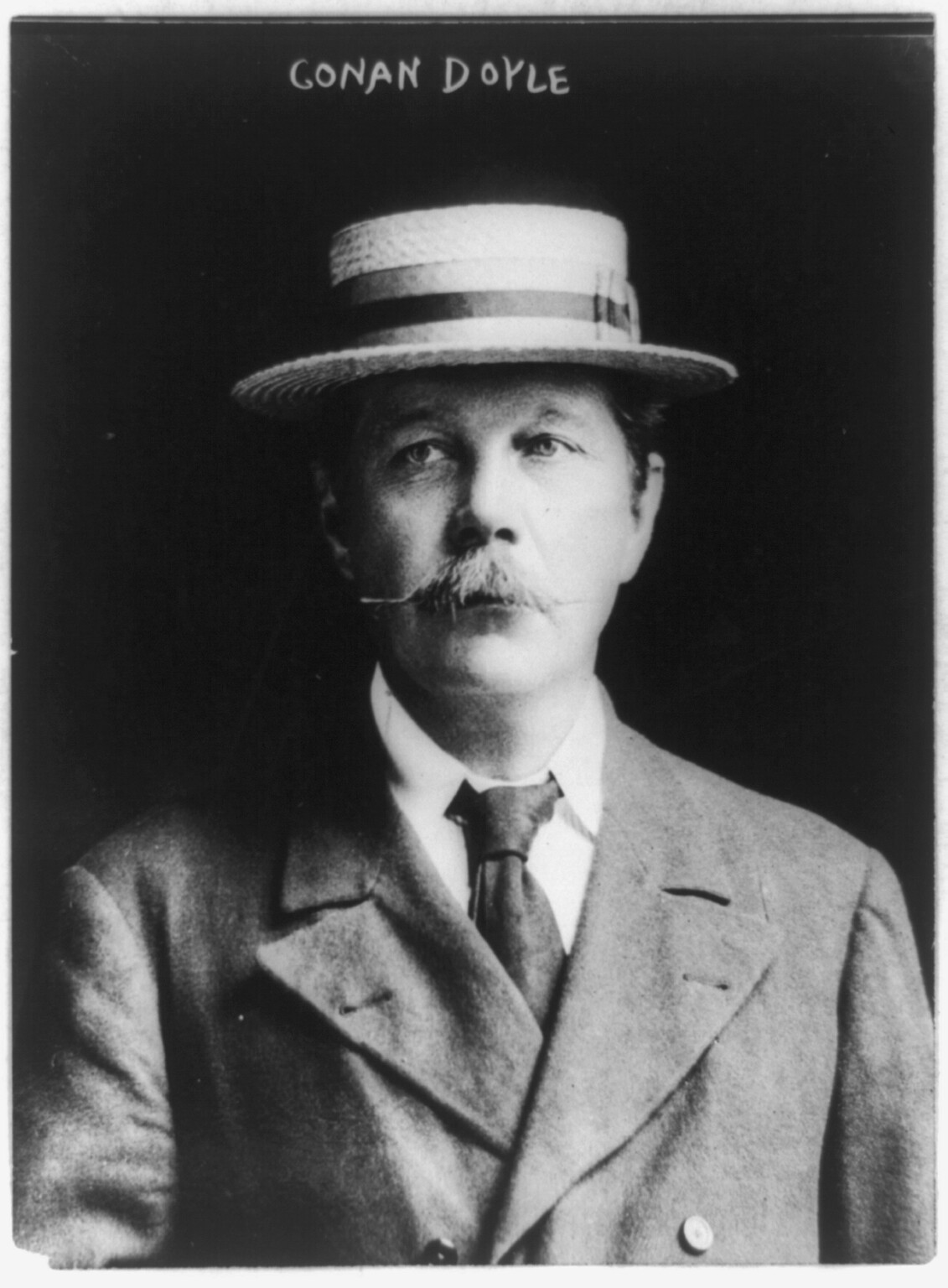
Sir Arthur Conan Doyle glaubte an die Echtheit der Feenbilder und veröffentlichte sie 1922 in seinem Buch The Coming of the Fairies.

Daraufhin wurden von den Aufnahmen Dias angefertigt und bei Vorträgen gezeigt. Auf diesem Weg gelangten die Bilder auch zur Aufmerksamkeit von Sir Arthur Conan Doyle, der sich öffentlich zum Spiritismus bekannt hatte. Doyle setzte sich mit Gardner in Verbindung. Die beiden beschlossen, die Firma Kodak mit einem zweiten Gutachten zu beauftragen; dieses fiel unentschieden aus; der Gutachter bezweifelte zwar die Echtheit der Aufnahmen („Da es schließlich keine Feen gibt, müssen die Aufnahmen irgendwie gefälscht worden sein“), war aber außerstande, eine konkrete Fälschung nachzuweisen, auch wenn er eine technisch plausible Möglichkeit der Entstehung ausführen konnte. Conan Doyle hingegen war davon überzeugt, einen Beweis für die Existenz übernatürlicher Mächte in der Hand zu haben.
Daraufhin stattete Gardner der Familie mehrere Besuche ab und lieh den Kindern eine Kamera mit Stativ und 24 markierten Fotoplatten, woraus drei weitere Aufnahmen hervorgingen. Arthur Wright war zwar nach wie vor überzeugt, dass es sich dabei um Fälschungen handelte, mochte sich den berühmten Herren, die mit ihrer Entdeckung an die Öffentlichkeit gehen wollten, aber nicht in den Weg stellen.
Gegen Ende 1920 veröffentlichte Conan Doyle in der Weihnachtsausgabe seines Stammblattes The Strand Magazine einen Artikel unter dem Titel „Epochales Ereignis – Feen photographiert“. Der Artikel zeigte und beschrieb die ersten beiden Bilder und markierte den Beginn einer turbulenten Kontroverse. Die Ausgabe war nach wenigen Tagen ausverkauft. Bis 1924 ließ Doyle noch weitere Artikel folgen und veröffentlichte auch die restlichen Bilder.
Die öffentliche Reaktion war lebhaft und gespalten. Vielfach wurde an der geistigen Gesundheit des berühmten Autors gezweifelt; Spott erregten insbesondere die modischen Frisuren der gezeigten Feen. Andere wiederum verwiesen auf die Unschuld und Jugend der (unter einem Pseudonym vorgestellten) Kinder, welche sicherlich zu keiner Fälschung fähig seien. 1921 sandte Gardner einen gewissen Geoffrey Hodson, seines Zeichens Medium und Spiritist, nach Cottingley, der von gesichteten Feen berichtete, aber keine fotografisch festzuhalten vermochte.
Conan Doyle ließ sich von Spott und Unzufriedenheit der kritischen Mehrheit nicht beeindrucken und veröffentlichte 1922 The Coming of the Fairies. Das Buch kombinierte die Geschichte der Fotografien und ihrer Entdeckung mit einer Sammlung von Feensichtungen und Feengeschichten aus aller Welt und legte die Implikationen dieser Phänomene dar, wie sie sich für den Autor darstellten. Bis zu seinem Tod 1930 glaubte er an die Echtheit der Feen von Cottingley.
Die Geschichte ging in den 1940er, 1950er und 1960er Jahren noch mehrmals durch die Medien, es wurden mehrere Bücher veröffentlicht (eins davon von Gardner). 1978 nahm sich der Bühnenmagier und Anhänger der Skeptikerbewegung James Randi der Sache an. Nach einer Analyse erklärten er und mehrere Mitstreiter die Bilder für gefälscht, doch die beiden Urheberinnen blieben bei ihrer Geschichte. Erst 1983 gestand Elsie Wright, nunmehr 83 Jahre alt, die Fälschungen ein; die 75-jährige Frances Griffiths beharrte zumindest darauf, dass das Bild mit dem Gnom echt gewesen sei. Die vier anderen Fotos seien gefälscht gewesen, aber sie habe tatsächlich Feen gesehen.
Es stellte sich heraus, dass die Feen aus „Princess Mary’s Gift Book“ stammten, einer kunstvoll illustrierten Sammlung von Gedichten und Erzählungen, die 1914 zu Wohltätigkeitszwecken vertrieben worden war. Die zeichnerisch begabte Elsie hatte sie auf Karton abgezeichnet, ausgeschnitten und mit Hutnadeln in Pose gesetzt.

## Verfilmung
1997 kamen zwei Filme in die Kinos, die auf dieser Geschichte basieren, Fairy Tale: A True Story (deutsch „Fremde Wesen – Zauber der Elfen“), mit Peter O’Toole und Harvey Keitel, sowie Der Elfengarten (Photographing Fairies) mit Ben Kingsley.